# Лав, Монтегю
Мо́нтегю Лав (англ. Montagu Love; 15 марта 1877 или 15 марта 1880, Портсмут, Англия — 17 мая 1943, Беверли-Хиллз, Лос-Анджелес) — британский актёр театра, кино и водевилей.

## Биография
Гарри Монтегю Лав родился 15 марта 1877 года в Портсмуте. Работал художником-карикатуристом и военным (англо-бурская война) корреспондентом в лондонской газете. В 1913 году впервые побывал в США в составе театральной труппы, и затем провёл там бо́льшую часть своей жизни, снимаясь в американских фильмах — особенно хорошо ему удавались роли всевозможных злодеев. Впервые на экранах появился в 1914 году, исполнив роль принца Флоризеля в ленте «Клуб самоубийц».
Монтегю Лав был женат дважды: на Гертруде Лав с 1908 по 1928 год (развод) и на Марджори Холлис (с 1929 год до своей смерти в 1943 году).
Монтегю Лав скончался 17 мая 1943 года в Беверли-Хиллз от инфаркта миокарда, его прах был кремирован в крематории Chapel of the Pines.

## Избранная фильмография
За 29 лет своей кино-карьеры Монтегю Лав снялся в 179 фильмах, большинство из них были чёрно-белыми и немыми.
- 1914 — Клуб самоубийц / The Suicide Club — принц Флоризель
- 1916 — Пятница, 13-е / Friday the 13th — граф Варнелофф
- 1917 — Распутин — Чёрный монах / Rasputin, the Black Monk — Распутин
- 1920 — Мир и его жена[англ.] / The World and His Wife[3] — Дон Джулиан
- 1921 — Дело Бекки[англ.] / The Case of Becky — профессор Бальзамо
- 1921 — Навсегда[англ.] / Forever[3] — полковник Иббетсон
- 1922 — Что не так с женщинами?[англ.] / What’s Wrong with the Women?[4] — Артур Белден
- 1923 — Вечный город / The Eternal City[3] — Мингелли
- 1924 — Грешники в раю[англ.] / Sinners in Heaven[3] — вождь индейцев
- 1924 — Сын Сахары / A Son of the Sahara — султан Кассим Аммех / полковник Барбье
- 1926 — Сын шейха / The Son of the Sheik — Габа
- 1926 — Дон Жуан / Don Juan — граф Джиано Донати
- 1927 — Роза Золотого Запада[англ.] / Rose of the Golden West — генерал Валлеро
- 1927 — Ночь любви / The Night of Love — герцог де ла Гарда
- 1928 — Ветер / The Wind — Уит Родди
- 1928 — Петля / The Noose — Бак Гордон
- 1928 — Дом с привидениями[англ.] / The Haunted House — Безумный Доктор
- 1929 — Последнее предупреждение[англ.] / The Last Warning — Артур Макхью
- 1929 — Божественная леди / The Divine Lady — капитан Харди
- 1929 — Бульдог Драммонд / Bulldog Drummond — Карл Петерсон
- 1929 — Таинственный остров / The Mysterious Island — барон Фэлон
- 1931 — Александр Гамильтон[англ.] / Alexander Hamilton — Президент США Томас Джефферсон
- 1932 — Ярмарка тщеславия[англ.] / Vanity Fair — маркиз Стейнский
- 1933 — Его двойная жизнь[англ.] / His Double Life — Дункан Фаррел
- 1935 — Крестовые походы[англ.] / The Crusades — Кузнец
- 1936 — Белый ангел[англ.] / The White Angel — Буллок, военный секретарь
- 1937 — Девичьи страдания / A Damsel in Distress — лорд Джон Маршмортон
- 1937 — Принц и нищий / The Prince and the Pauper — король Англии Генрих VIII
- 1937 — Парнелл[англ.] / Parnell — Глэдстоун
- 1937 — Жизнь Эмиля Золя / The Life of Emile Zola — Жак Кавеньяк, политик
- 1937 — Пленник Зенды / The Prisoner of Zenda — Детхард
- 1937 — Товарищ / Tovarich — М. Куртуа
- 1938 — Приключения Робин Гуда / The Adventures of Robin Hood — Епископ Чёрных Пушек
- 1939 — Ганга Дин / Gunga Din — полковник Уид
- 1939 — Хуарес / Juarez — Хосе де Монтарес
- 1939 — Сыны свободы[англ.] / Sons of Liberty (к/м) — Президент США Джордж Вашингтон
- 1939 — Человек в железной маске / The Man in the Iron Mask — испанский посол
- 1940 — Магическая пуля доктора Эрлиха[англ.] / Dr. Ehrlich’s Magic Bullet — профессор Хартманн
- 1940 — Морской ястреб / The Sea Hawk — король Испании Филипп II
- 1940 — Всё это и небо в придачу / All This, and Heaven Too — маршал Орас Себастьяни де Ла Порта
- 1940 — Почта от Рейтера[англ.] / A Dispatch from Reuter’s — Джон Дилан
- 1940 — Северо-Западная конная полиция[англ.] / North West Mounted Police — инспектор Кабо
- 1940 — Знак Зорро / The Mark of Zorro — Дон Алехандро Вега
- 1940 — Сын Монте-Кристо / The Son of Monte Cristo — премьер-министр барон фон Ньюхофф
- 1940 — Одинокий волк наносит удар / The Lone Wolf Strikes — Эмил Горлик
- 1941 — Дьявол и мисс Джонс[англ.] / The Devil and Miss Jones — Гаррисон
- 1941 — Сияющая победа[англ.] / Shining Victory — доктор Блейк
- 1942 — Леди на ночь[англ.] / Lady for a Night — судья
- 1942 — Шерлок Холмс и голос ужаса / Sherlock Holmes and the Voice of Terror — генерал Джером Лоуфорд
- 1942 — Теннесси Джонсон[англ.] / Tennessee Johnson — Чейз, верховный судья
- 1943 — Постоянная нимфа[англ.] / The Constant Nymph — Альберт Сэнджер
- 1946 — Преданность / Devotion[5] — Патрик Бронте, священник, учитель и писатель